# Konczeto

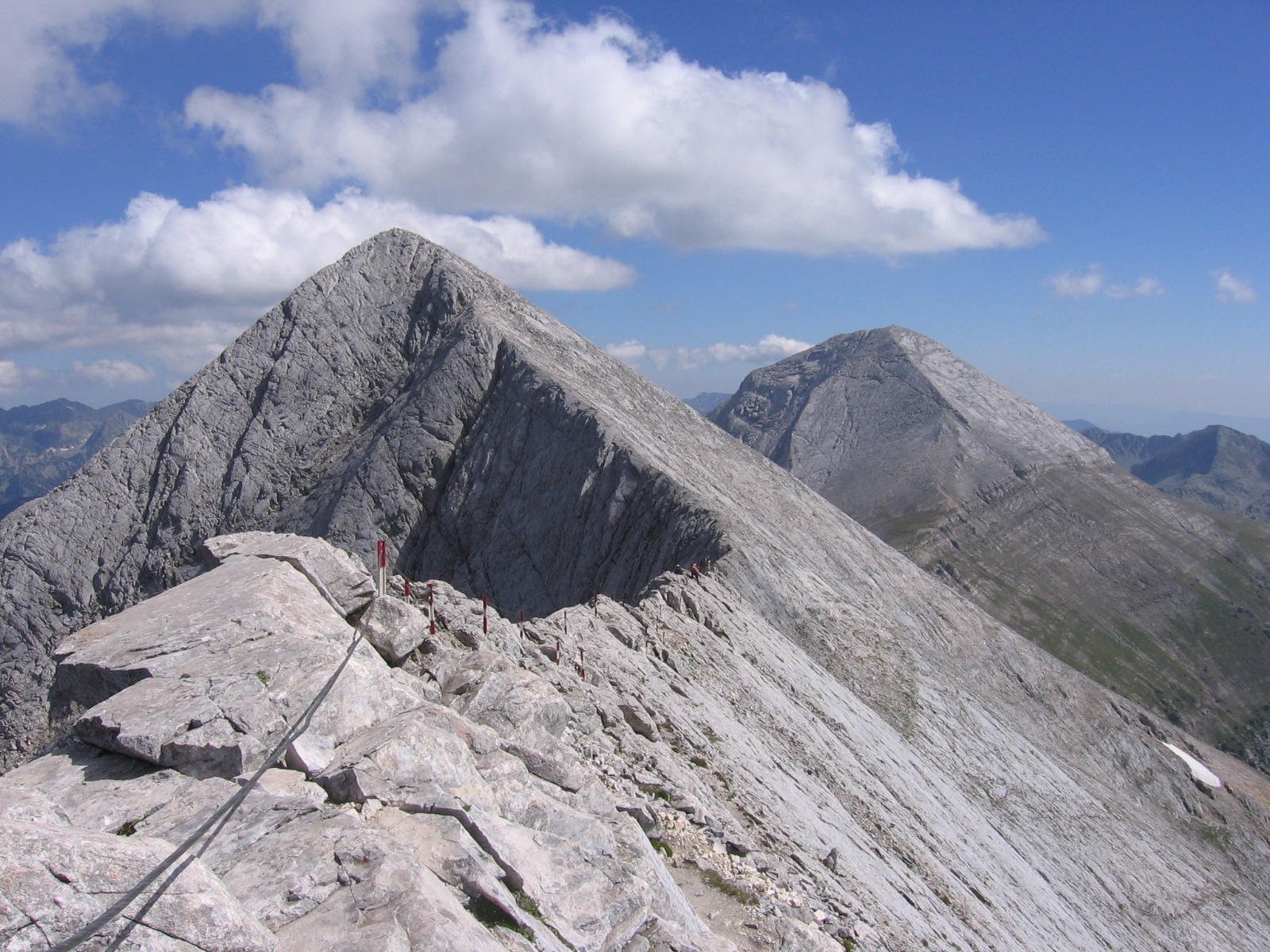
Widok z Konczeto na płd-wsch., ze szczytami Kuteło i Wichren

Konczeto (bułg. Кончето, Konik) – grań pomiędzy szczytami Banski Suchodoł (2884 m n.p.m.) i Kuteło (2908 m n.p.m.) w górach Piryn w Bułgarii, na wysokości ok. 2780 m n.p.m. Po obu stronach grań opada stromymi ścianami: północno-zachodnia, niemal pionowa o wysokości ok. 300 m i południowo-wschodnia, znacznie mniej stroma (ok. 30 stopni), za to wysoka na 800 m. Na grani rozpięta jest stalowa poręczówka, do której można wpiąć się przy pomocy lonży. 